# Чанли
Чанли́ (кит. упр. 昌黎, пиньинь Chānglí) — уезд городского округа Циньхуандао провинции Хэбэй (КНР).

## История
При империи Хань здесь был уезд Лэйсянь (絫县). При империи Тан он был переименован в Шичэн (石城县), а при киданьской империи Ляо — в Гуаннин (广宁县). При чжурчжэньской империи Цзинь в 1189 году уезд получил название Чанли.
В ноябре 1948 года посёлок Чанли был повышен в статусе до города Чанли (昌黎市) и выделен из состава уезда, однако в июне 1949 года вновь понижен в статусе до посёлка и возвращён в состав уезда. В августе 1949 года был образован Специальный район Таншань (唐山专区), и уезд вошёл в его состав. В 1968 году Специальный район Таншань был переименован в Округ Таншань (唐山地区). В 1983 году был расформирован Округ Таншань, и образован Городской округ Циньхуандао, в состав которого вошёл и уезд Чанли.

## Административное деление
Уезд Чанли делится на 11 посёлков и 5 волостей.

## Экономика
По состоянию на 2024 год в уезде Чанли работали более 70 предприятий по производству деталей к швейным машинам, которые изготавливали в том числе искривленные иглы, штамповочные уклоны и игольные пластины. Эти детали экспортируются в США, Италию, Турцию, Японию, Индию, Южную Корею и другие страны. Доля искривленных игл из Чанли на международном рынке достигает 70 %, а годовой объем производства превышает 300 млн юаней.